# Ананьев, Михаил Ананьевич
Михаил Ананьевич Ананьев (15 октября 1925 года, Москва, РСФСР, СССР — 2011 год) — советский и российский художник-баталист, народный художник Российской Федерации (2010).

## Биография
Родился 15 октября 1925 года в Москве.
В 1945 году с третьего курса Московского художественно-промышленного училища имени Калинина был призван на фронт, воевал в составе 1‑го Дальневосточного фронта, участвовал в войне с Японией, окончил войну на сопках Маньчжурии, и ещё восемь лет служил на Дальнем востоке.
Демобилизовался в 1953 году и продолжил обучение на высшем отделении училища имени Калинина, которое окончил в 1955 году.
С 1955 года — работал в Студии военных художников имени М. Б. Грекова.
В 1970 году — избран членом Союза художников СССР.
Михаил Ананьевич Ананьев умер в 2011 году.

### Семья
Сын Александр Михайлович и внук Дмитрий Александрович — продолжатели творческой династии художников Ананьевых в Студии имени М. Б. Грекова. В 1985 году вместе с сыном Александром написал диораму «Прорыв Волынского укрепленного района» для музея истории войск Дальневосточного военного округа в Хабаровске, а через много лет внук Дмитрий участвовал в реставрации этой диорамы.

## Творческая деятельность
Художник-баталист.
Автор множества картин, посвященный Второй мировой войне:
- «Поединок у деревни Строково» (1966)
- «В тылу врага» (1976)
- «Капитуляция Квантунской армии» (1988)

Автор множества пейзажей, на которых изображен русский Север: «Старая крепость» (1974), «Псков. Угловая башня XY века» (1970), также он писал пейзажи Крыма, Сибири и Дальнего востока, ему принадлежит большая серия работ, написанная с натуры на строительстве БАМа.
Участвовал в воссоздании панорамы Ф. А. Рубо «Бородинская битва» (1967), а также в создании панорамы «Плевенская эпопея. 1877 год» (1977) для Музея-панорамы Плевена (Болгария).
Автор и соавтор 15 диорам: «На днепровской переправе» (1948), «Рельсовая война (Партизанская засада)» для Краеведческого музея Брянска (1958), «Штурм Перекопа» для Центрального музея Вооружённых Сил в Москве (1961), «Штурм Рейхстага в 1945 году» (1967), «Декабрьское вооружённое восстание 1905 года в Перми» для Краеведческого музея Перми (1970) и других.
Работы художника находятся в Центральном музее Вооружённых Сил в Москве, и во многих музеях России.

## Награды
- Народный художник Российской Федерации (2010)
- Заслуженный художник Российской Федерации (1995)